# Constant de Curie
La constant de Curie és una característica de cada material que indica la proporcionalitat entre la seva susceptibilitat magnètica i la temperatura absoluta.
La constant de Curie s'expressa com:
{\displaystyle C={\frac {N\mu ^{2}}{k_{B}}}}
on
{\displaystyle N} és el nombre de moments magnètics
{\displaystyle \mu } és un valor individual de moment magnètic
{\displaystyle k_{B}} és la constant de Boltzmann
Aquesta constant apareix a la llei de Curie, que relaciona la susceptibilitat magnètica i la temperatura dels materials paramagnètics:
{\displaystyle \chi ={\frac {C}{T}}}
Aquesta equació és deguda a Pierre Curie.
Degut a la relació entre la susceptibilitat magnètica {\displaystyle \chi }, la magnetització {\displaystyle M} i el camp magnètic aplicat {\displaystyle H}, tenim:
{\displaystyle \chi ={\frac {M}{H}}}
això mostra que per a un sistema paramagnètic de moments magnètics no interactius, la magnetització {\displaystyle M} és inversament proporcional a la temperatura {\displaystyle T}.